# Campionato di pallacanestro svizzero femminile 2009-2010
Caratteristiche del campionato di pallacanestro svizzero femminile 2009-2010 della Lega Nazionale A.

## Lega Nazionale A

### Partecipanti
| Club                 | Città           | Stadio                          | Media spettatori | Riassunto stagione                     |
| -------------------- | --------------- | ------------------------------- | ---------------- | -------------------------------------- |
| Elfic Fribourg       | Friburgo        | Sainte-Croix                    |                  | B.C.F. Elfic Fribourg Basket 2009-2010 |
| Hélios Basket        | Vétroz          | Bresse (Vétroz)                 |                  | Hélios Basket 2009-2010                |
| Sdent Nyon           | Nyon            | Rocher                          |                  | Sdent Nyon Basket Féminin 2009-2010    |
| Pully                | Pully           | Arnold-Reymond                  |                  | Espérance Sportive Pully 2009-2010     |
| Riva Basket          | Riva San Vitale | Palapenz (Chiasso)              |                  | Canti Riva Basket 2009-2010            |
| Sdent Sierre Basket  | Sierre          | Salle Omnisports                |                  | Sdent Sierre Basket 2009-2010          |
| B.B.C. Troistorrents | Troistorrents   | Salle Polyvalente Troistorrents |                  | B.B.C. Troistorrents 2009-2010         |

## Lega Nazionale B

### Gruppo Ovest

#### Partecipanti
- B.B.C. Agaune
- B.C. Fémina Bern
- BBC Cossonay
- D.E.L. Basket
- Hope-G.B.A.
- Lancy Basket
- Lausanne Ville-Prilly Basket
- Martigny-Rhône Basket
- Nyon Basket Féminin Espoirs
- Sion Basket
- Blonay-Vevey

### Gruppo Est

#### Partecipanti
- B.C. Alstom Baden
- S.C. Uni Basel Basket
- Pallacanestro Bellinzona
- C.V.J.M. Basketball Frauenfeld
- Greifensee Basket
- Lu-Town Highflyers
- S.P. Muraltese
- B.C. Olten-Zofingen
- C.V.J.M. Riehen
- Wallaby Basket